# Cygnus CRS OA-6
Cygnus CRS OA-6 (inna nazwa Orbital Sciences CRS Flight 6) – misja statku transportowego Cygnus, wykonana przez prywatną firmę Orbital ATK na zlecenie amerykańskiej agencji kosmicznej NASA w ramach programu CRS w celu zaopatrzenia Międzynarodowej Stacji Kosmicznej. W tej misji został wykorzystany statek nazwany S.S. Rick Husband na cześć astronauty Ricka Husbanda, który zginął w katastrofie wahadłowca Columbia.

## Przebieg misji

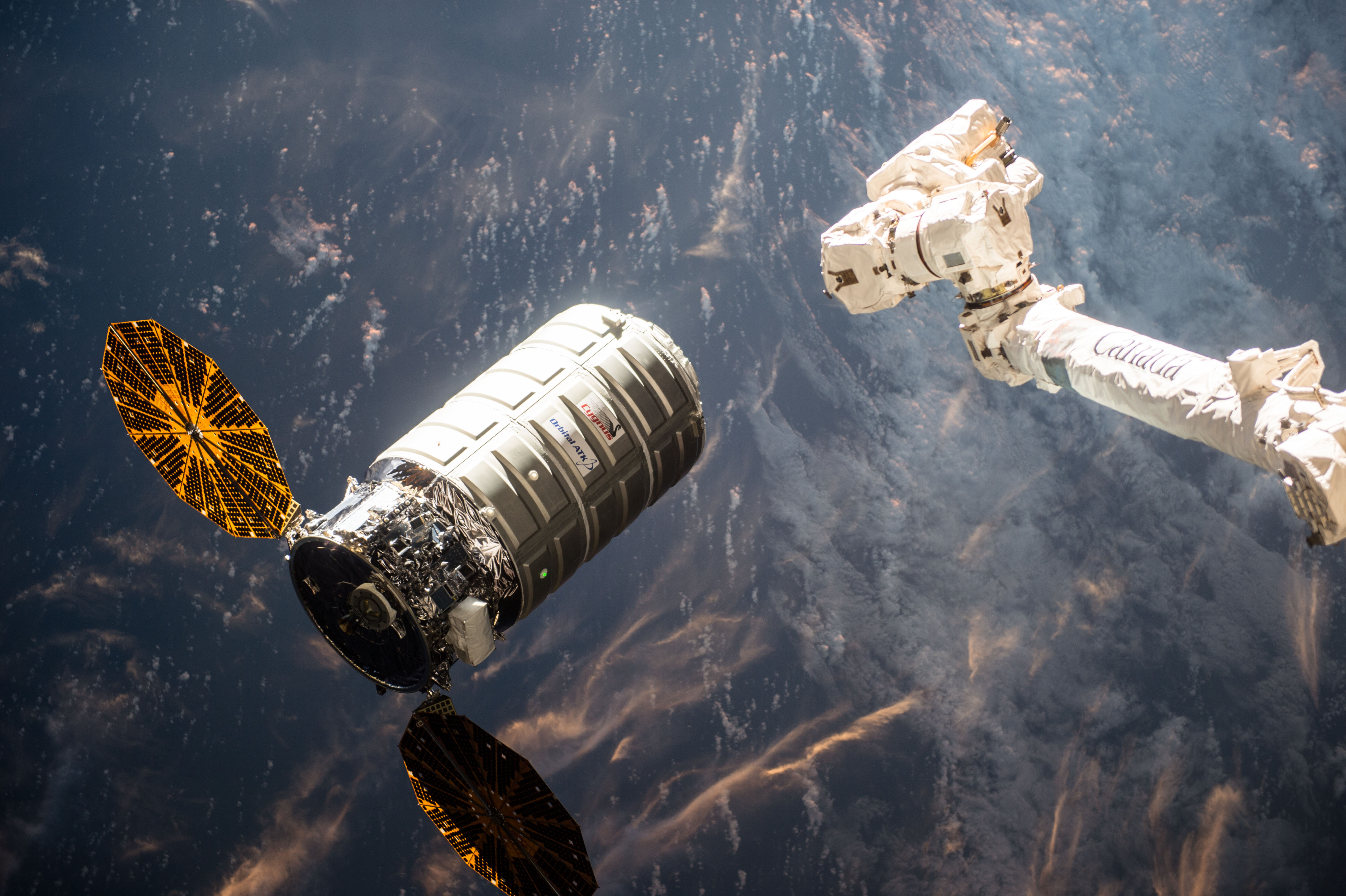
Cygnus S.S. Rick Husband zbliżający się do ISS

Start misji Cygnusa miał miejsce 23 marca 2016 roku o 03:05:52 czasu UTC. Do wyniesienia statku na orbitę wykorzystana została rakieta Atlas V 401, która wystartowała z kompleksu startowego SLC-41 kosmodromu Cape Canaveral Air Force Station. W misji wykorzystana została powiększona wersja statku Cygnus, która cechuje się pojemnością 27 m³ i możliwością wyniesienia na orbitę do 3,5 t ładunku. W czasie startu doszło do awarii silnika pierwszego stopnia rakiety nośnej. Wyłączył się on z nieznanych przyczyn 5 sekund przed zaplanowanym wygaszeniem. W efekcie konieczne stało się wydłużenie o 80 sekund czasu pracy silnika drugiego stopnia rakiety, aby zniwelować powstałą anomalię.
Cygnus S.S. Rick Husband dotarł w pobliże stacji ISS 26 marca 2016 roku. O 10:51 UTC został on uchwycony przez mechaniczne ramię Canadarm2 i następnie przyciągnięty do stacji. Cumowanie nastąpiło o 14:52 UTC do portu dokującego na module Unity.
Statek Cygnus pozostał zadokowany do ISS przez 79 dni, po czym został odcumowany 14 czerwca 2016 o 11:43 UTC, a następnie odciągnięty od stacji przez Canadarm2. Mechaniczne ramię stacji uwolniło Cygnusa o 13:30 UTC.
Statek transportowy pozostał na orbicie jeszcze przez kilka następnych dni. W tym czasie we wnętrzu Cygnusa przeprowadzono eksperyment Saffire-1 polegający na celowym wznieceniu ok. 20 minutowego pożaru, a następnie rejestrowaniu jego przebiegu. Celem tego eksperymentu było ustalenie jak bardzo ognioodporne powinny być ultra-lekkie materiały, z których tworzone są statki kosmiczne i kombinezony astronautów.
21 czerwca 2016 roku ze specjalnego dyspensera znajdującego się na powierzchni Cygnusa wypuszczono w przestrzeń kosmiczną cztery nanosatelity Lemur-2, które służą do celów meteorologicznych i do śledzenia ruchu statków morskich. Piąty satelita znajdujący się w zasobniku nie zdołał go opuścić.
Koniec misji nastąpił 22 czerwca 2016, gdy Cygnus S.S. Rick Husband został w kontrolowany sposób zdeorbitowany i w efekcie o 13:29 UTC spłonął w atmosferze.

## Ładunek
Na pokładzie Cygnusa znajdowało się 3279 kg zaopatrzenia dla stacji ISS, w tym[5]:
- 1139 kg zaopatrzenia dla załogi (m.in. pożywienie, środki higieniczne, tusz i papier do drukarek),
- 1108 kg środków potrzebnych do sprawnego funkcjonowania stacji (m.in. filtry antybakteryjne, wkłady toaletowe, zestaw do pobierania próbek wody i urządzenia do systemu sanitarnego stacji),
- 777 kg materiału do badań i eksperymentów,
- 98 kg urządzeń elektronicznych (m.in. laptop, dysk twardy, aparaty fotograficzne, kable),
- 157 kg przedmiotów potrzebnych do spacerów kosmicznych (m.in. części skafandra kosmicznego, specjalne gniazdo montażowe i kanistry do usuwania dwutlenku węgla).

Statek Cygnus S.S. Rick Husband zabrał z sobą również 20 satelitów Flock 2e' typu CubeSat. Satelity te zostały stworzone przez firmę Planet Labs i są wykorzystywane do wykonywania zdjęć powierzchni Ziemi. W specjalnym dyspenserze na powierzchni statku znajdowało się też 5 nanosatelitów Lemur-2, które służą do celów meteorologicznych i do śledzenia ruchu statków morskich.

## Galeria

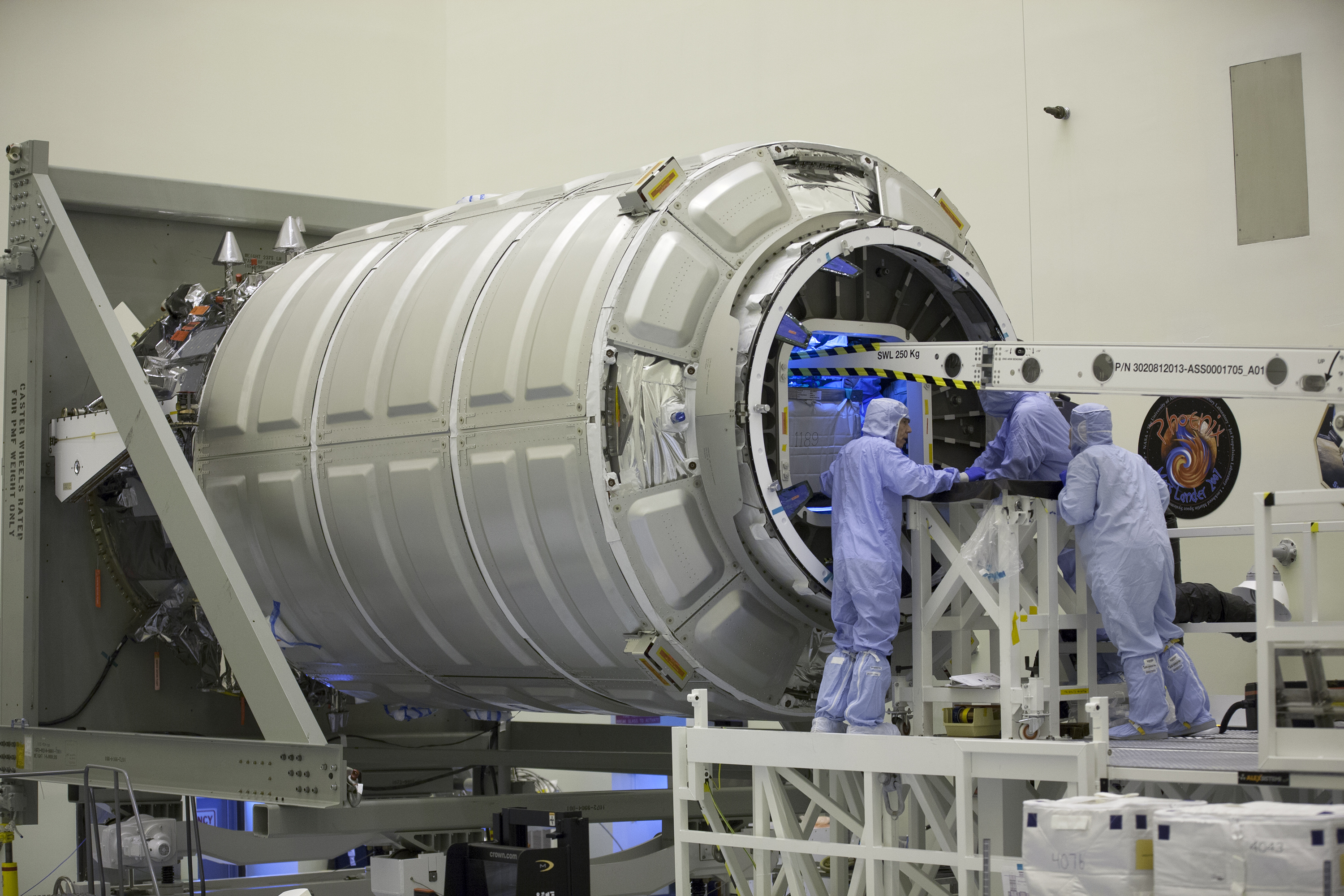
Załadunek statku Cygnus S.S. Rick Husband w zaopatrzenie dla ISS w Centrum Kosmiczne Johna F. Kennedy’ego
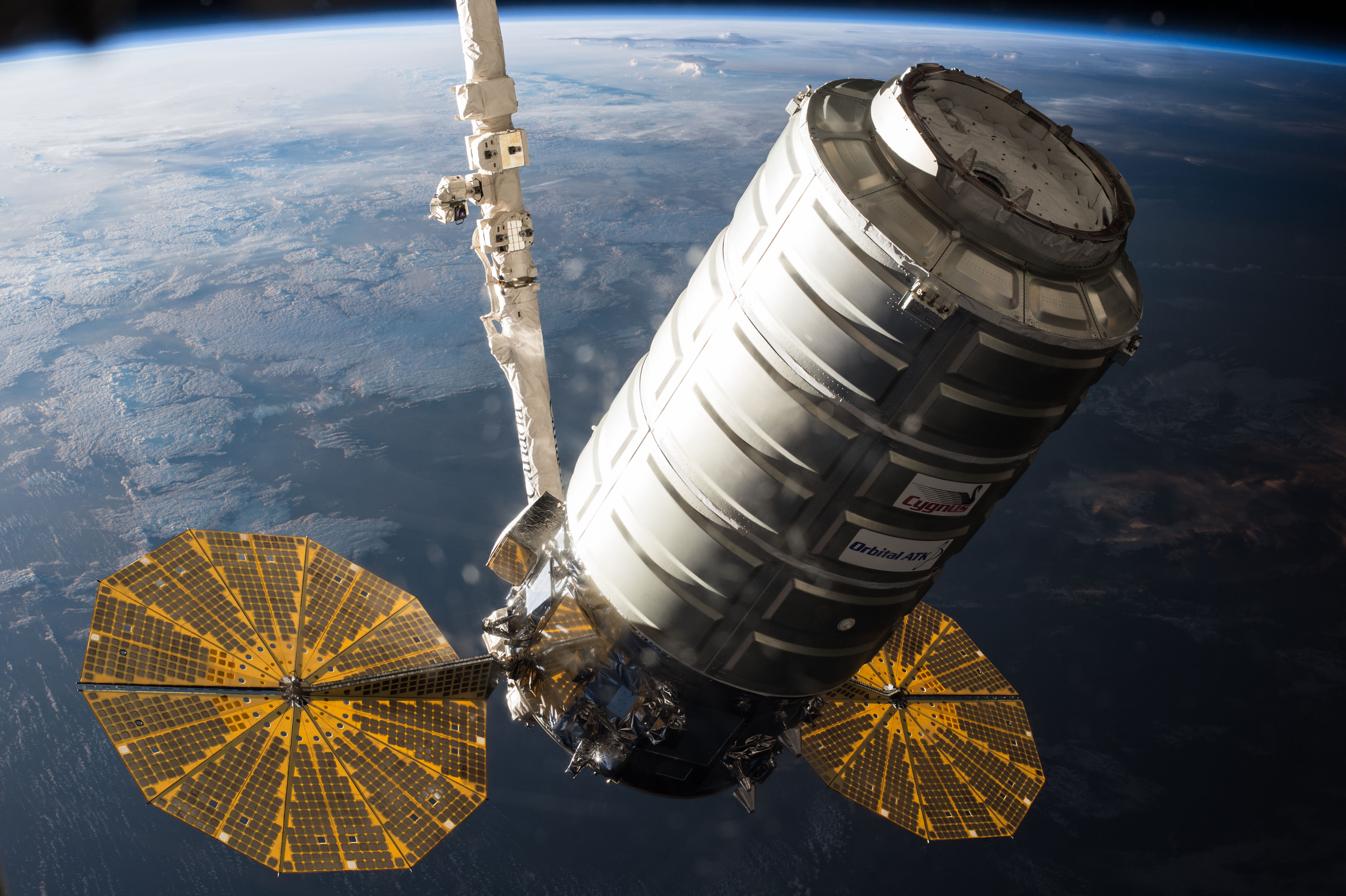
Cygnus S.S. Rick Husband przyciągany do ISS przy pomocy Canadarm2
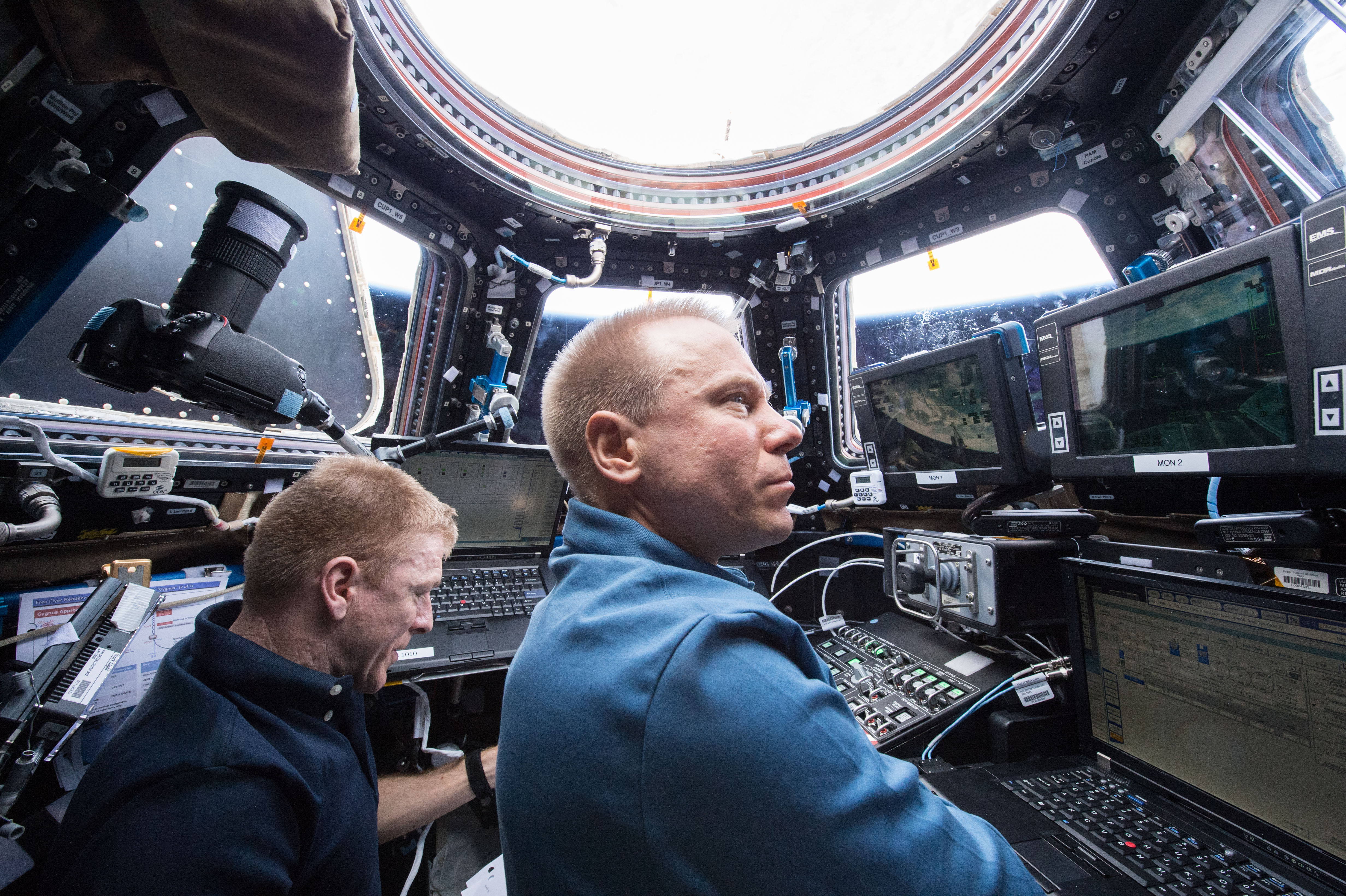
Astronauci Timothy Kopra i Timothy Peake w module Cupola sterują Canadarm2 przyciągając Cygnusa S.S. Rick Husband do portu cumowniczego
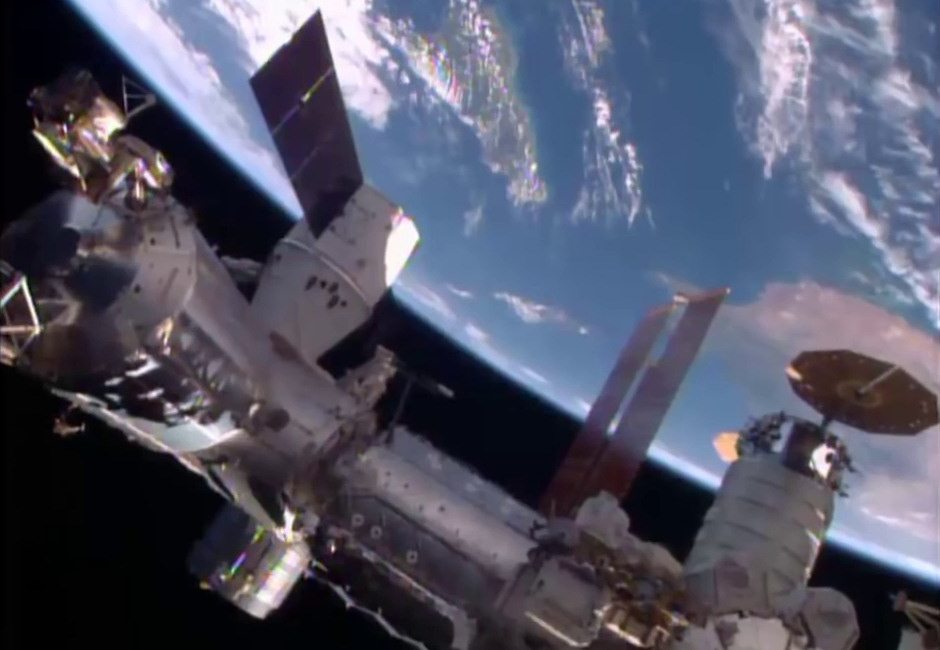
Statek transportowy Dragon zacumowany do modułu Harmony (z lewej) i Cygnus S.S. Rick Husband zadokowany do modułu Unity (z prawej)
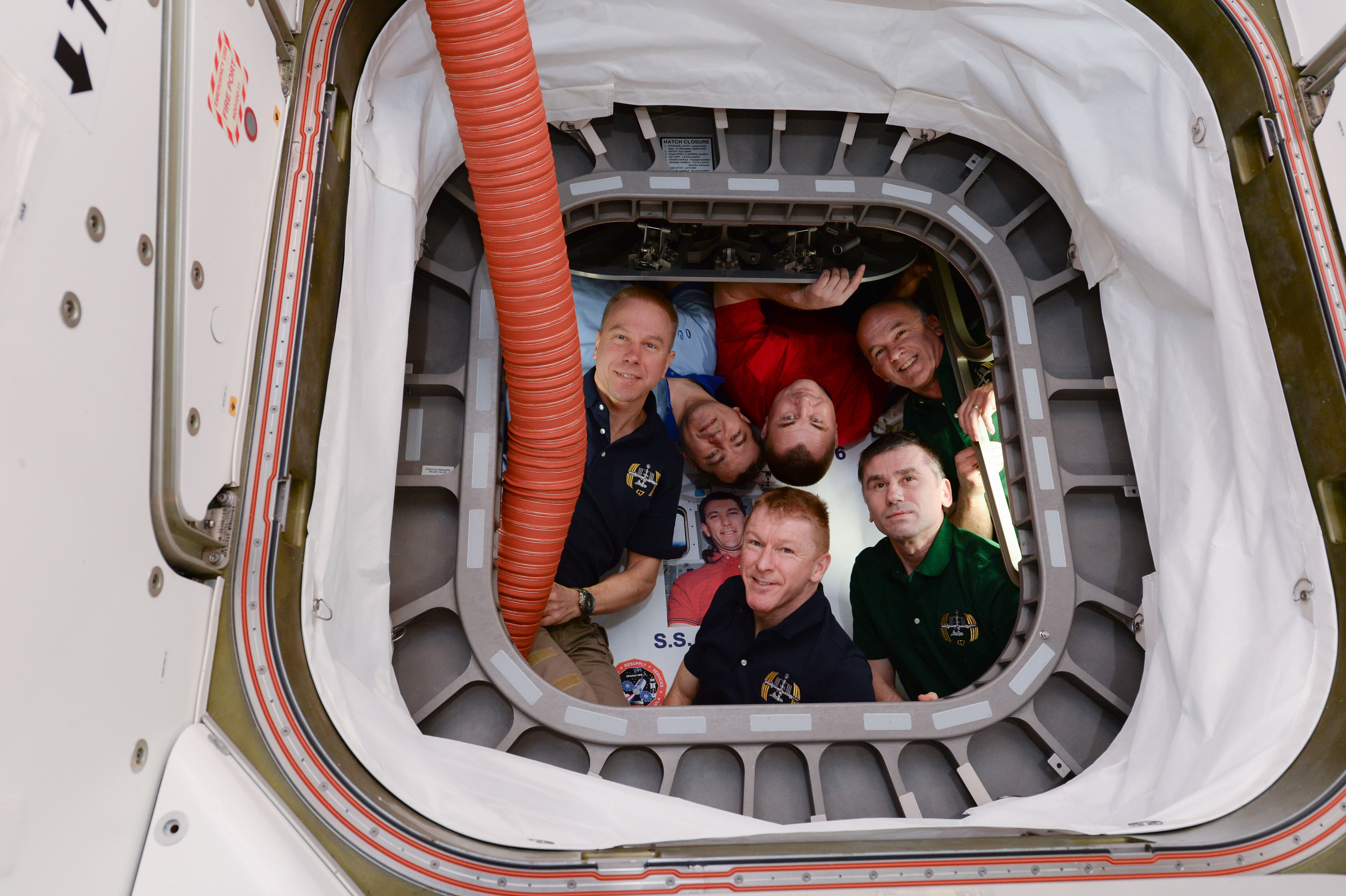
Załoga Ekspedycji 47 wewnątrz Cygnusa S.S. Rick Husband
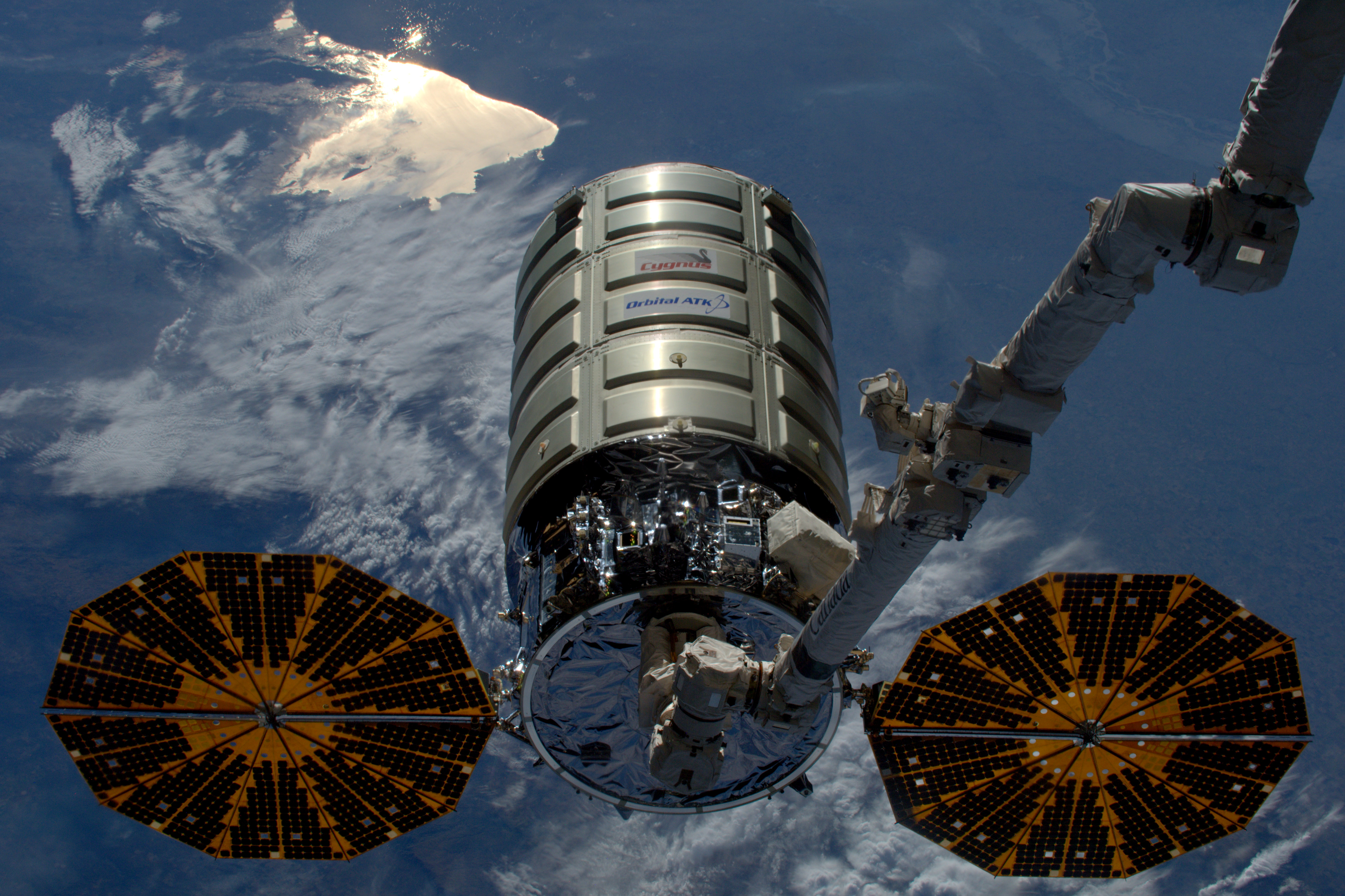
Cygnus S.S. Rick Husband przed wypuszczeniem go przez Canadarm2
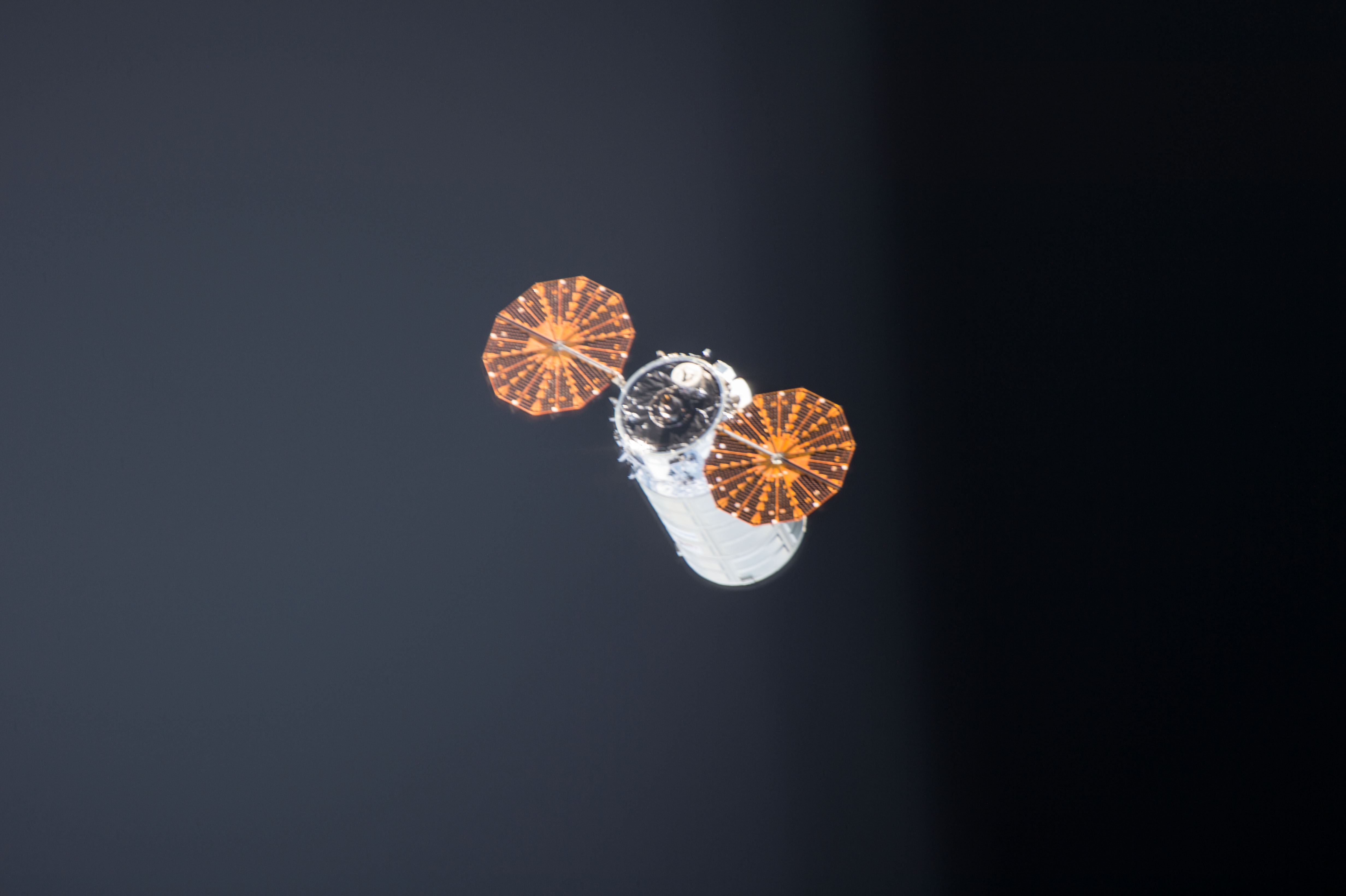
Cygnus S.S. Rick Husband podczas oddalania się od stacji po odcumowaniu